# Rammler
Der Rammler ist das männliche Tier der Familie der Hasen und Kaninchen. Das weibliche Gegenstück ist die Zibbe oder Häsin.
Sehr wahrscheinlich leitet sich das Wort Rammler vom Althochdeutschen Ram ab, was wiederum  Widder oder Bock bedeutete (Ramme ist damit ebenfalls verwandt). Ein Zusammenhang mit rammeln im Sinne von drängeln, stoßen, z. B.  der Saal ist gerammelt (gedrängelt) voll, ist auch möglich.